# Carolina (canção de Taylor Swift)
"Carolina" é uma canção gravada pela cantora e compositora norte-americana Taylor Swift para a trilha sonora do filme Where the Crawdads Sing (2022). Composta e produzida pela artista com auxílio de Aaron Dessner na produção, foi lançada como single promocional em 24 de junho de 2022 através da Republic Records. O tema, cujo título é uma referência à região das Carolinas nos Estados Unidos, deriva musicalmente dos gêneros americana e bluegrass. A obra recebeu análises geralmente positivas de críticos musicais, os quais prezoaram sua composição.

## Antecedentes e lançamento
O primeiro trailer do filme Where the Crawdads Sing, dirigido por Olivia Newman e vagamente baseado no romance homônimo de Delia Owens, foi lançado em 22 de março de 2022, e apresentava "Carolina" sendo reproduzida em segundo plano, revelando também que a canção foi escrita e interpretada pela cantora e compositora estadunidense Taylor Swift. A data de lançamento do tema foi divulgado na conta oficial da película no Instagram, em 22 de junho, com sua estreia ocorrendo dois dias depois.

## Estrutura musical e conteúdo
"Carolina" é uma faixa composta por Swift com auxílio de Aaron Dessner na produção, com quem a artista trabalhou em grande parte de Folklore e Evermore. De acordo com Reese Witherspoon, Swift compôs a faixa no desenvolvimento de Folklore. A cantora disse gostar do romance de Owens, e quando soube que uma adaptação cinematográfica estava a ser desenvolvida, queria fazer parte de sua trilha sonora.

## Recepção crítica
Em geral, "Carolina" foi recebida com opiniões positivas pelos críticos especialistas em música contemporânea. O jornalista Jack Irvin, da People, descreveu "Carolina" como uma "balada assustadora" de música downtempo. Chris Willman, para a revista Variety, declarou que a canção recorda o estilo musical dos álbuns Folklore e Evermore em sua forma mais folk. Emily Zemler e Kat Bouza ao Rolling Stone, comentaram que a faixa evoca ao cenário misterioso do filme Where the Crawdads Sing, e elogiaram os vocais da intérprete. Enquanto, Will Lavin, da NME, os descreveu como "estranhos". Fazendo uma resenha para a revista Clash, Robin Murray afirmou que o tema é uma "grande realização" e o maior exemplo da capacidade de Swift. Destacando os seus vocais "minimalistas mas potentes" e a instrumentação "inata".

## Alinhamento de faixas
- Download digital e streaming[14]

1. "Carolina" (From the Motion Picture "Where the Crawdads Sing") — 4:24
2. "Carolina" ("Where the Crawdads Sing" – Video Edition) — 2:44

## Créditos
Lista-se abaixo os profissionais envolvidos na elaboração de "Carolina", de acordo com o Tidal:
Equipe
- Taylor Swift: vocalista principal, composição, produção
- Aaron Dessner: engenharia de produção, engenheiro, violão, banjo, baixo, bandolim, piano, sintetizadores
- Reid Jenkins: fiddle
- Randy Merrill: masterização
- Jonathan Low: mixagem, engenharia

## Desempenho nas tabelas musicais
| Tabela musical (2022)              | Melhor posição |
| ---------------------------------- | -------------- |
| Austrália (ARIA)                   | 62             |
| Canadá (Canadian Hot 100)          | 49             |
| Estados Unidos (Billboard Hot 100) | 60             |
| Hungria (Single Top 40)            | 20             |
| Irlanda (IRMA)                     | 42             |
| Mundo (Billboard Global 200)       | 45             |
| Reino Unido (UK Singles Chart)     | 60             |
| Vietnã (Billboard Vietnam Hot 100) | 51             |

## Histórico de lançamento
| Região         | Data                | Formato(s)                                   | Gravadora | Ref.   |
| -------------- | ------------------- | -------------------------------------------- | --------- | ------ |
| Mundo          | 24 de junho de 2022 | Download digital · streaming                 | Republic  | [ 14 ] |
| Estados Unidos | 24 de junho de 2022 | Adult contemporary · rádios contemporary hit | Republic  | [ 24 ] |